# ثيودور إل. براون
ثيودور إل. براون (بالإنجليزية: Theodore L. Brown)‏ هو كيميائي أمريكي، ولد في 15 أكتوبر 1928 في غرين باي في الولايات المتحدة.